# Trichophorum dolichocarpum
Trichophorum dolichocarpum là loài thực vật có hoa trong họ Cói. Loài này được Zakirov miêu tả khoa học đầu tiên năm 1950.